# ایوسیف ایسائیان
ایوسیف گئورگی ایسائیان (ارمنی: Իոսիֆ Գեորգիի Իսայան؛  زادهٔ ۴ اکتبر ۱۹۴۹) اقتصاددان اهل ارمنستان است.

## زندگی‌نامه
وی در ۴ اکتبر ۱۹۴۹ در تتری تسقارو به دنیا آمد و از دانشگاه اقتصاد پلخانف روسیه (۱۹۷۶) فارغ‌التحصیل گشت. همچنین برندهٔ جوایزی همچون نشان آنانیا شیراکاتسی (۲۰۰۸) و مدال یادبود نخست‌وزیر ارمنستان شده است.